# Jan Lewiarz
Jan Lewiarz (ur. 23 kwietnia 1903 w Rybotyczach, zm. 11 października 1992 w Pielgrzymce) – polski duchowny prawosławny, organizator struktur Kościoła prawosławnego na Rzeszowszczyźnie oraz na ziemiach, dokąd przesiedlono Ukraińców i Łemków w ramach Akcji „Wisła”.

## Życiorys
Pochodził z rodziny wyznania rzymskokatolickiego lub z rodziny, gdzie jedno z rodziców było katolikiem łacińskim, a drugie należało do Kościoła greckokatolickiego. Jego pochodzenie zaklasyfikowano następnie jako „robotniczo-chłopskie”.
Był absolwentem gimnazjum klasycznego we Lwowie, tam też uzyskał wykształcenie teologiczne (w obrządku greckokatolickim). Być może przyjął święcenia kapłańskie, co jednak podaje się jako wątpliwe. Od 1936 do 1938 był kasjerem w Urzędzie Dóbr Polskiej Akademii Umiejętności w Sierakościach, zaś od 1939 do 1941 był wychowawcą (a być może także kapelanem) w bursie szkolnej we Lwowie. Greckokatolicki metropolita lwowski Andrzej Szeptycki skierował go do pracy misyjnej na terenach Ukrainy zajętych przez armię niemiecką, czego Jan Lewiarz podjąć się nie chciał, przez co został zwolniony ze stanowiska.

### Duchowny prawosławny

#### Działalność na Rzeszowszczyźnie
W 1941 dokonał konwersji na prawosławie. W tym samym roku objął funkcję proboszcza w Ciechanii i pełnił ją przez dwa lata. Od 1943 do 1947 wykonywał analogiczne obowiązki w parafii w Bartnem. W okresie okupacji miał współpracować z Gwardią Ludową, a potem Armią Ludową ukrywając partyzantów. W wyniku donosu ukraińskich nacjonalistów władzom okupacyjnym został aresztowany i skazany na śmierć. Wyroku nie zdążono wykonać w wyniku szybkich postępów armii radzieckiej.
Był najważniejszym współpracownikiem metropolity warszawskiego i całej Polski Makarego po rozpoczęciu przez niego akcji misyjnej wśród ludności ukraińskiej wyznania greckokatolickiego przesiedlonej podczas Akcji „Wisła”. Prawdopodobnie dobrowolnie wyjechał wraz ze swoimi parafianami na Dolny Śląsk. W 1952 metropolita upoważnił go do prowadzenia misji w Polsce zachodniej i północnej. Już w 1947 był proboszczem parafii Zaśnięcia Matki Bożej w Zimnej Wodzie przy cerkwi pod tym samym wezwaniem, gdzie odbudowywał prawosławną parafię i pozostawał do 1958. W 1952 była rozważana jego kandydatura na pierwszego ordynariusza diecezji wrocławsko-szczecińskiej, utworzonej z parafii erygowanych na potrzeby ukraińskich przesiedleńców. Obok niego kandydatami do przyjęcia chirotonii biskupiej byli również dwaj kapłani-wdowcy: Mikołaj Niesłuchowski oraz Stefan Rudyk. Ostatecznie Synod Biskupów PAKP wskazał na tego ostatniego.
Działania prawosławnych aprobował Urząd ds. Wyznań, który postanowił następnie szerzyć prawosławie – kosztem katolicyzmu obrządku bizantyjskiego – na Rzeszowszczyźnie. Z upoważnienia urzędu i metropolity Makarego ks. Lewiarz udał się na te tereny w lecie 1956. W sprawozdaniu zasugerował utworzenie parafii prawosławnych w Sanoku i Zagórzu.
Od 1957 do 1960 po raz pierwszy pełnił funkcję proboszcza parafii Świętej Trójcy w Sanoku. 24 lipca 1958 został zastępcą przewodniczącego prawosławnego Komitetu Misyjnego dla województwa rzeszowskiego. Od metropolity warszawskiego i całej Polski otrzymał zezwolenie na przejmowanie w imieniu PAKP pounickiego mienia (w tym budynków sakralnych), co wcześniej zapowiadał Urząd ds. Wyznań. Został również reprezentantem Kościoła przed lokalnymi władzami. Gdy parafia sanocka została w 1958 erygowana, ks. Jan Lewiarz został jej pierwszym proboszczem i pełnił tę funkcję przez osiem lat. Od 1959 do 1966 był również dziekanem rzeszowskim. Służył także w cerkwi św. Michała Archanioła w Zagórzu, pozyskał dla swojego Kościoła cerkwie w Wielopolu, w Morochowie, Komańczy, Dziurdziowie i Szczawnem. Z mniejszym powodzeniem starał się natomiast o mieszkania dla kapłanów prawosławnych (władze wydawały zezwolenia na budowę plebanii w miejsce zajętych przez różne instytucje starszych budynków, ale nie chciały przyznawać kapłanom mieszkań), co zniechęcało duchownych do podejmowania pracy duszpasterskiej na Rzeszowszczyźnie.

#### Kontrowersje wokół postaci duchownego. Wyjazd z Podkarpacia
Działalność ks. Lewiarza budziła wśród wiernych kontrowersje. W 1960 skarbnik parafii sanockiej oskarżył duchownego przed metropolitą warszawskim i całej Polski Tymoteuszem o kradzież mienia kościelnego, gorszący tryb życia i arogancję. Dwa lata później podczas rozprawy karnej, w której przedmiotem była kradzież zegarka ks. Lewiarzowi, oskarżony zarzucił duchownemu nakłanianie do nierządu. W 1960 był ponownie proboszczem parafii w Zimnej Wodzie.
W latach 1960–1966 po raz drugi pełnił funkcję proboszcza parafii Świętej Trójcy w Sanoku. Do 1966 zamieszkiwał w budynku kamienicy przy ulicy Zamkowej 16 przy cerkwi Świętej Trójcy.
W 1962 w PAKP pojawiła się koncepcja utworzenia na Podkarpaciu nowej prawosławnej diecezji z siedzibą w Sanoku, której ordynariuszem miał zostać ks. Lewiarz. Ostatecznie władze nie zezwoliły na jej powołanie.
Ks. Jan Lewiarz musiał wyjechać z Sanoka po konflikcie z nowym metropolitą warszawskim i całej Polski Stefanem. Zwolnił go on z dotychczas sprawowanych funkcji zarzucając mu niekompetencję, niemoralne życie osobiste (czynny homoseksualizm, napastowanie innych duchownych i urządzanie orgii w mieszkaniu), niski poziom prowadzonej pracy duszpasterskiej, intrygi, zaniedbywanie interesów dekanatu rzeszowskiego, a nawet zaniedbywanie pracy duszpasterskiej i odprawianie nabożeństw unickich zamiast prawosławnych. Razem z ks. Lewiarzem z Podkarpacia usunięty został współpracujący z nim ks. Jerzy Krysiak. Duchowny ten twierdził następnie, że obaj padli ofiarą wewnątrzkościelnej walki o władzę, gdy nowy metropolita poparł frakcję duchownych o ukraińskiej tożsamości narodowej przeciwko grupie duchownych „polsko-ruskich”. Urząd ds. Wyznań nadal pozytywnie oceniał działalność ks. Lewiarza, twierdząc, że to dzięki niemu powstały parafie prawosławne na Podkarpaciu, co pozwoliło realizować politykę wyznaniową i narodowościową państwa. Mimo to metropolita Stefan odwołał go z Sanoka. Historycy różnią się w ocenach pracy ks. Lewiarza. Według Kazimierza Urbana duchowny zaostrzał lokalne stosunki prawosławno-katolickie, a fałszywie oskarżając podległych mu kapłanów o nacjonalizm ukraiński uniemożliwiał budowę na Rzeszowszczyźnie stabilnych struktur kościelnych. Artur Brożyniak i Ryszard Ziobroń są zdania, że zasługi duchownego dla tworzenia parafii prawosławnych i pozyskiwania wiernych kosztem Kościoła greckokatolickiego są bezdyskusyjne. 
W 1966 wrócił do Zimnej Wody, gdzie został p.o. proboszcza, jednak po roku zdecydował się na ponowny wyjazd na Podkarpacie.

#### Powrót na Podkarpacie
W 1967 metropolita warszawski i całej Polski Stefan skierował go do Ustrzyk Dolnych, gdzie miał utworzyć kolejną parafię. Początkowo twierdził, iż w miejscowości znajduje się znaczna grupa potencjalnych wiernych, następnie jednak z nieznanych powodów wyjechał z Ustrzyk Dolnych i więcej tam nie powrócił. Od 1968 do śmierci był proboszczem parafii św. Michała Archanioła w Pielgrzymce (równolegle w latach 1985–1992 w parafii przy cerkwi Narodzenia Przenajświętszej Bogurodzicy w Rozdzielu), tam też został pochowany. Za swoją działalność duszpasterską otrzymał godność mitrata.

### Współpraca z SB
Według historyków IPN ks. Jan Lewiarz został w 1947 współpracownikiem SB pod pseudonimami „Buk” i „Bogusz”. Współpraca ta trwała do 1990. Dokumenty archiwalne wskazują, że duchowny był w pełni lojalny wobec swoich mocodawców, wykazywał także własną inicjatywę w pozyskiwaniu informacji, regularnie otrzymywał nagrody pieniężne. Ryszard Michalak podaje, iż tajny współpracownik „Buk”, zajmujący się utrzymywaniem kontaktów ze „środowiskami z Zachodu”, zaliczany był przez SB do najcenniejszych współpracowników spośród zwerbowanych do współpracy polskich duchownych prawosławnych w Polsce.